# Сили спеціальних операцій Російської Федерації
Си́ли спеціа́льних опера́цій Росі́йської Федера́ції (ССО Росії, ССО РФ) — високомобільна спецгрупа в складі міністерства оборони РФ, призначення якої — виконання спецзавдань[що це?] в Росії та за її межами.

## Історія
5 березня 1999 року на березі озера Сенеж у Московській області було створено 322-й центр підготовки фахівців ГРУ (в/ч 92154), пізніше це формування стало відомо як Центр спеціального призначення «Сєнеж».
6 березня 2013 року начальник Генерального штабу збройних сил РФ Валерій Герасимов повідомив про створення Сил спеціальних операцій. «Вивчивши практику формування, підготовки і застосування сил спеціальних операцій провідних світових держав, керівництво міноборони також почало їх створення» — заявив він виступаючи перед військовими аташе іноземних держав у Москві.

23 березня 2013 року на зустрічі з головою Китайської народної республіки начальник Генерального штабу збройних сил РФ сказав: 

| Ми створили Сили спеціальних операцій і готуємо їх до дій не тільки на території країни але і за її межами. |
| — Генерал армії Валерій Герасимов                                                                           |

28 квітня 2013 року телеканал Росія-24 у своєму випуску новин повідомив про створення нового російського спецназу для закордону, в задачі якого входять дії на суміжних із Росією територіях. Як зазначено в репортажі метою цих формувань є досягнення політичних і економічних цілей Росії в інших країнах, шляхом створення для країни-жертви серйозних внутрішніх проблем. Крім інших задач ці спецпідрозділи зосереджуються на організації партизанського руху з подальшим навчанням і керівництвом повстанців та фізичному усуненню політичних опонентів. У репортажі детально висвітлюються методи їх роботи.

## Структура
- Центр спеціального призначення «Сенеж»
- Центр спеціального призначення «Кубінка»

## Діяльність

### Набір особового складу
Набір у службу почали у 2013 році. Один із користувачів інтернету опублікував отриманий лист із пропозицією контрактної служби. Набір проводився у «бригаду призначену для виконання розвідувальних, спеціальних, а також організаційних завдань на південно-західному напрямку».

### Навчання
29 квітня інтернет медіа повідомили що в гірських полігонах Кабардино-Балкарії підрозділи ССО провели тактико-спеціальні навчання. Також є стаття військового оглядача. У процесі навчань відпрацювали навички перекидання підрозділу ССО військово-транспортною та армійською авіацією, десантування групи і вантажу ССО в район виконання спеціальних завдань. Навчання включали відпрацювання спільної роботи підрозділів при виконанні задач у складних умовах високогір'я з використанням найновішого альпіністського спорядження і технічних засобів розвідки, штатного та спеціального озброєння.

## Бойове застосування

### Російська агресія проти України
Сили російського ССО брали участь у російській агресії проти України. Значну роль вони відіграли на перших етапах конфлікту — інтервенції до Криму. Епізодичні згадки про участь ССО з'являлися і під час продовження конфлікту, на Донбасі. Наприклад, за припущенням Conflict Intelligence Team, загиблий 31 січня 2019 року у Сирії вояк ССО Максим Плетньов, брав на певному етапі участь у бойових діях в Україні.

### Інтервенція Росії в Сирію
У квітні — червні 2016 року на відео в руках російських вояків ССО у Сирії були ідентифіковані рідкісні для Росії гвинтівки Steyr SSG 08. Згідно з даними ARES, подібними гвинтівками з 2012 року озброєні бійці ЦСН «Сенеж».